# John Reynolds
John Reynolds   (Harrogate, 29 de març de 1958) és un ex-pilot de trial anglès. Al tombant de la dècada del 1970 va ser un dels competidors destacats del Campionat del món de trial. Després del seu fitxatge per OSSA al costat de John Metcalfe a finals de 1976, quan era una jove promesa, Reynolds va començar a obtenir resultats encoratjadors. El 1977 va començar la temporada del mundial amb un segon lloc al Trial d'Irlanda, només una dècima per sota del guanyador, Malcolm Rathmell, i un quart al de la Gran Bretanya. Malgrat no aconseguir tornar a puntuar en tota la resta de temporada, va acabar onzè al seu primer mundial. La temporada següent, 1978, fitxà per SWM en l'any del debut al campionat d'aquesta marca i el 1979 passà a Suzuki, on ocupà la plaça que havia deixat vacant Malcolm Rathmell. Al cap de dues temporades amb la marca japonesa, Reynolds va passar a pilotar de forma semi-privada per a altres marques, entre elles Bultaco, Montesa i JCM.
Al llarg de la seva carrera, John Reynolds va obtenir diverses victòries en proves de prestigi, entre elles al British Experts Trial (1979) i als Dos Dies de Trial de Man (1980 i 1982).

## Palmarès
| Any  | Motocicleta    | Campionat del Món | Campionat britànic |
| ---- | -------------- | ----------------- | ------------------ |
| 1977 | OSSA           | 11è               | -                  |
| 1978 | SWM            | 18è               | 6è                 |
| 1979 | Suzuki         | 14è               | 4t                 |
| 1980 | Suzuki         | 19è               | 5è                 |
| 1981 | Suzuki/Bultaco | 14è               | 2n                 |
| 1982 | Montesa        | 18è               | ?                  |
| 1983 | Bultaco        | -                 | 3r                 |
| 1984 | ?              | ?                 | ?                  |
| 1985 | JCM            | 24è               | ?                  |